# RPM (журнал)
RPM — канадський музичний журнал, в якому публікувалися чарти найпопулярніших в Канаді пісень і альбомів. Видання було засноване в лютому 1964 року і припинило своє існування в листопаді 2000 року. За тридцять шість років існування журналу в ньому було опубліковано більше десяти тисяч чартів